# Hypaeus flemingi
Hypaeus flemingi är en spindelart som beskrevs av Jocelyn Crane 1943. 
Hypaeus flemingi ingår i släktet Hypaeus och familjen hoppspindlar. Inga underarter finns listade i Catalogue of Life.